# Mo'Nique
Mo'Nique, pseudonimo di Monique Angela Imes (coniugata Hicks; Baltimora, 11 dicembre 1967), è un'attrice, comica, scrittrice e conduttrice televisiva statunitense.
Ha ricevuto il plauso della critica per l'interpretazione di Marie Lee Johnston nel film Precious (2009), per cui si è aggiudicata il BAFTA, il Golden Globe, lo Screen Actors Guild Award e soprattutto l'Oscar alla miglior attrice non protagonista alla prima candidatura ricevuta. Nel 2015, il suo ritratto della cantante blues Ma Rainey nel film televisivo Bessie le ha garantito una candidatura al Premio Emmy come miglior attrice non protagonista.

## Biografia
Figlia del terapeuta Steven Imes Jr. e dell'ingegnera Alice Imes, è la più giovane di quattro figli e si è diplomata presso la Milford Mill High School di Baltimora per poi iscriversi alla Morgan State University. Scelse di intraprendere la strada della commedia quando suo fratello Steve la convince a realizzare una performance in un club notturno. Prima di questo episodio, Mo'Nique lavorava monitorando le chiamate in un operatore di sesso telefonico per la compagnia MCI Communications.

### Carriera
Mo'Nique salì alla ribalta nel mondo della televisione con il ruolo di Nicole "Nikki" Parker nel telefilm della UPN Strepitose Parkers. La serie fu girata e trasmessa dal 1999 al 2004. Successivamente partecipò anche ad altri programmi, a volte anche come conduttrice, come in Showtime at the Apollo. Mo'Nique si è dedicata anche all'attività teatrale, recitando ne I monologhi della vagina di Eve Ensler, nel marzo 2002, insieme a Ella Joyce, Wendy Raquel Robinson e Vanessa Bell Calloway; si tratta del primo cast composto da attrici di colore a interpretare la nota opera teatrale.
Mo'Nique era conduttrice fissa e produttrice esecutiva di Mo'Nique's Fat Chance, un reality show televisivo che vede protagoniste dieci donne di taglia grande in competizione in una sfilata che dà alla fine, alla vincitrice, il titolo di Miss F.A.T. (Fabolous And Thick). Il programma, che è arrivato alla terza stagione, è trasmesso dal 2005 al 2007, sul canale satellitare statunitense Oxygen. Nel 2007 è anche apparsa in qualità di guest star in un episodio della fortunata serie Ugly Betty, nei panni di L'Amanda, guardia di sicurezza del fine settimana al Mode.
Nel frattempo, Mo'Nique è autrice del best seller Le donne secche sono malvagie: Diario di una grossa donna in un mondo meschino. Inoltre nel 2006 ha pubblicato anche un libro di cucina intitolato: Non puoi credere nei biscotti "secchi". Sempre nel 2006, Mo'Nique avvia anche la propria carriera radiofonica, nel momento in cui sostituì temporaneamente la conduzione pomeridiana di Michael Baisden che aspettava il rinnovamento del suo contratto con la ABC Radio. Nel 2008 Radio One ha firmato un accordo per un proprio programma, chiamato Mo'Nique In The Afternoon (o The Mo'Nique Show). Il programma è andato in onda per tre anni tra il 2009 ed il 2011.
Il 2009 costituì l'anno della grande svolta: l'attrice viene diretta da Lee Daniels nel film Precious, per cui ricopre il ruolo di Mary Lee Johnston, una madre violenta. La sua interpretazione viene acclamata dalla critica ed eletta dalla rivista Time come la migliore di quell'anno. Nel 2010 Mo'Nique, difatti, vince tutti i più importanti premi cinematografici per cui era stata nominata: l'Oscar alla miglior attrice non protagonista, il BAFTA alla migliore attrice non protagonista, il Golden Globe per la migliore attrice non protagonista, l'Independent Spirit Award per la miglior attrice non protagonista, il Satellite Award per la migliore attrice non protagonista e lo Screen Actors Guild Award per la migliore attrice non protagonista cinematografica.
Nonostante il successo di Precious, l'attrice non ottenne incarichi lavorativi di rilievo negli anni a seguire, situazione a sua detta incoraggiata dal dissidio avuto con i produttori di Precious Tyler Perry e Oprah Winfrey durante la promozione della pellicola. Nel 2015 l'emittente HBO distribuì l'acclamato film televisivo Bessie, incentrato sulla vita dell'omonima cantante interpretata da Queen Latifah e nel quale Mo'Nique venne ingaggiata per vestire i panni di Ma Rainey. La sua interpretazione venne apprezzata dalla critica, e la portò ad ottenere la sua prima candidatura in assoluto ai Premi Emmy.

## Vita privata
Dal 1997 al 2001 è stata sposata con Mark Jackson, da cui aveva ereditato anche il cognome e facendosi accreditare come Monica Imes-Jackson. Da Jackson ha avuto un figlio, Shalon.
Dal 2006 è sposata con Sidney Hicks, suo amico di infanzia, dal quale ha avuto due gemelli, Jonathan e David, nati prematuri di due mesi nell'ottobre 2005. Ha dichiarato che il suo matrimonio è aperto e può comprendere anche relazioni extra coniugali.
Nel 2023, durante lo speciale televisivo di Netflix My Name Is Mo'Nique, ha affermato di essere stata sessualmente attratta dalle donne in passato, non definendosi tuttavia «interamente» lesbica.

## Filmografia parziale

### Attrice

#### Cinema
- Baby Boy - Una vita violenta (Baby Boy), regia di John Singleton (2001)
- Infiltrato speciale (Half Past Dead), regia di Don Michael Paul (2002)
- Garfield - Il film (Garfield: The Movie), regia di Peter Hewitt (2004)
- Soul Plane - Pazzi in aeroplano (Soul Plane), regia di Jessy Terrero (2004)
- Hair Show, regia di Leslie Small (2004)
- Domino, regia di Tony Scott (2005)
- Shadowboxer, regia di Lee Daniels (2005)
- L'amore si fa largo (Phat Girlz), regia di Nnegest Likké (2006)
- A casa con i miei (Welcome Home, Roscoe Jenkins), regia di Malcolm D. Lee (2008)
- Precious, regia di Lee Daniels (2009)
- Blackbird, regia di Patrik-Ian Polk (2014)
- Almost Christmas, regia di David E. Talbert (2016)
- The Deliverance - La redenzione (The Deliverance), regia di Lee Daniels (2024)

#### Televisione
- Moesha – serie TV, 3 episodi (1999-2000)
- Strepitose Parkers – serie TV, 110episodi (1999-2004)
- Casa Hughley (The Hughleys) – serie TV, 1 episodio (2001)
- La famiglia Proud (The Proud Family) – serie TV, 1 episodio (2002)
- Good Fences, regia di Ernest Dickerson – film TV (2003)
- The Bernie Mac Show – serie TV, 1 episodio (2004)
- I Rugrats (Rugrats) – serie TV, 1 episodio (2006)
- Nip/Tuck – serie TV, 1 episodio (2006)
- Ugly Betty – serie TV, 1 episodio (2007)
- Bessie, regia di Dee Rees – film TV (2015)

### Doppiatrice
- The Boondocks – serie TV, 1 episodio (2007) - voce

## Riconoscimenti
- Premi Oscar
  - 2010 – Miglior attrice non protagonista per Precious
- Golden Globe
  - 2010 – Miglior attrice non protagonista per Precious
- Premi BAFTA
  - 2010 – Miglior attrice non protagonista per Precious
- Premi Emmy
  - 2015 – Candidatura alla miglior attrice non protagonista in una miniserie o film per Bessie
- Screen Actors Guild Awards
  - 2010 – Miglior attrice non protagonista cinematografica per Precious
- Independent Spirit Awards
  - 2010 – Miglior attrice non protagonista per Precious
- Satellite Awards
  - 2009 – Miglior attrice non protagonista per Precious
  - 2016 – Candidatura alla miglior attrice non protagonista in una serie, miniserie o film per la televisione per Bessie

## Doppiatrici italiane
Nelle versioni in italiano dei suoi lavori, Mo'Nique è stata doppiata da:
- Alessandra Cassioli in Domino, Bessie, The Deliverance - La redenzione
- Aurora Cancian in Strepitose Parkers, Shadowboxer
- Tiziana Avarista in A casa con i miei
- Laura Romano in Precious